# Harkstede
Harkstede est un village situé dans la commune néerlandaise de Midden-Groningue, dans la province de Groningue. Le 27 mai 2008, le village comptait 3 181 habitants.
Harkstede a été une commune indépendante jusqu'au 1er août 1821. À cette date, la commune a été supprimée et rattachée à Slochteren.